# Étienne Davignon
Étienne Francois Jacques Davignon, wicehrabia Davignon (ur. 4 października 1932 w Budapeszcie) – belgijski dyplomata, dyrektor generalny w Ministerstwie Spraw Zagranicznych Królestwa Belgii w latach 1959–1977, szef gabinetu premierów belgijskich: Paula-Henriego Spaaka i Pierre’a Harmela. W 1970 przedstawił raport Davignona, który zapoczątkował Europejską Współpracę Polityczną (poprzedzającą powstanie tzw. II filaru UE). W latach 1974–1977 przewodniczący Międzynarodowej Agencji Energii. W latach 1981–1985 był komisarzem ds. energii i wiceprzewodniczącym Komisji Europejskiej. Honorowy przewodniczący grupy Bilderberg od 1999.